# Alleingang (2022)
Alleingang ist ein deutscher Dokumentarfilm von Raphael Schanz aus dem Jahr 2022. Schanz porträtiert darin den Urnenbegleiter Bernd Simon, welcher auf dem Alten Domfriedhof St. Hedwig in Berlin die ordnungsbehördlichen Bestattungen von Verstorbenen ohne Angehörige durchführt.

## Inhalt
Bernd Simon wäre gern Animateur geworden. Er war Imbissverkäufer und Kneipenwirt und arbeitet jetzt auf Berlins ältestem noch bestehenden katholischen Friedhof St. Hedwig. Zwischen architektonisch und historisch bedeutsamen Grabstätten und der vorbeifahrenden S-Bahn bestattet Simon täglich 8 bis 10 Berliner ohne Angehörige. Die meisten von ihnen im Alleingang, ohne die Begleitung anderer Menschen. Der Dokumentarfilm dokumentiert in ruhigen Bildern den rituellen Ablauf der Urnenbeisetzungen und vereinzelte Gespräche mit Friedhofsbesuchern oder Bekannten der Toten.

## Produktion
Der frei produzierte Dokumentarfilm entstand innerhalb von acht Drehtagen, in denen Regisseur Raphael Schanz, Kameramann Philipp Seifert und Tonmann Antonio V. Monge die Arbeit des Friedhofsangestellten Bernd Simon dokumentierten. Das Projekt wurde mit Mitteln der Körber-Stiftung unterstützt. In einem Gespräch von Ludwig Sporrer mit den Filmautoren gibt Schanz an, dass ihn bei der Recherche zum einen das Thema Sterben als Verwaltungsakt interessiert hat. Zum anderen wollte er Menschen kennenlernen, die täglich mit den Toten arbeiten und herausfinden, wie sie damit zurechtkommen.

## Veröffentlichung und Rezeption
Alleingang wurde am 16. Januar 2022 auf dem Filmfestival Max Ophüls Preis 2022 uraufgeführt und anschließend auf weiteren Festivals gezeigt, unter anderem auf dem German International Ethnographic Film Festival. Anlässlich der Berlin-Premiere im Juni 2022 sprach auch der Berliner Amtsarzt Patrick Larscheid, Initiator der seit 2019 regelmäßig stattfindenden Gedenkgottesdienste für die ordnungsbehördlich bestatteten Toten in ganz Berlin.
Guido Mingels vom Nachrichtenmagazin Der Spiegel nannte Alleingang einen „kleinen, stillen, großartigen Dokumentarfilm“, Katharina Brenner-Meyer vom deutschen Wochenmagazin Stern schrieb von einer „ruhigen Doku mit starken Bildern“.